# زاميا ضيقة الأوراق
زاميا ضيقة الأوراق (الاسم العلمي:Zamia angustifolia) هو نوع من النباتات يتبع جنس الزاميا من الفصيلة الزامية.